# E.R. - Medici in prima linea
E.R. - Medici in prima linea (ER) è una serie televisiva statunitense di genere medical drama prodotta dal 1994 al 2009 e creata dallo scrittore Michael Crichton.
È ambientata nel pronto soccorso (ER infatti è l'acronimo inglese di Emergency Room, in italiano, appunto, il reparto del "Pronto Soccorso") del County General Hospital — che in Italia è stato adattato dal doppiaggio come "policlinico universitario" — della contea di Cook (Chicago, US-IL).
Racconta la tipica giornata lavorativa dei medici e infermieri che vi lavorano e dei vari casi che nel corso degli episodi si susseguono, analizzando le varie patologie. È strutturata come una vera e propria descrizione realistica di una classica giornata vissuta al pronto soccorso dal personale, presentando diversi casi intrecciati l'uno all'altro, senza bisogno di ricorrere frequentemente ai cosiddetti plot twist.
La serie, prodotta ininterrottamente per 15 stagioni, è stata ispirata dai racconti Casi di emergenza (Five Patients) di Michael Crichton; è andata in onda dal 19 settembre 1994 al 2 aprile 2009 sul canale NBC per un totale di 331 episodi, dati che ne fanno una delle serie TV più longeve di sempre e che per oltre due decenni l'hanno decretata la serie medica più duratura della storia (superata poi nel 2019 da Grey's Anatomy). Produttori esecutivi sono stati lo stesso Crichton, John Wells e Steven Spielberg, tramite la Amblin Entertainment e la Warner Bros.
E.R. ha avuto un notevole successo di pubblico ed è stata acclamata dalla critica, in particolare per la sua accuratezza nel descrivere quadri clinici particolarmente articolati, per la precisione della terminologia medica e per l'aver reso popolare un genere (quello appunto del dramma ospedaliero) fino ad allora inesplorato nel mondo della serialità televisiva, distaccandosi stilisticamente dalla maggior parte delle fiction americane del periodo. La serie ne ha influenzate molte altre negli anni successivi, vedi Dr. House - Medical Division, Scrubs - Medici ai primi ferri, Grey's Anatomy, Private Practice, Nip/Tuck, Chicago Med, The Resident e The Good Doctor, ed è stata spesso considerata una delle migliori mai realizzate.
Inoltre è ricordata per essere stata il trampolino di lancio per attori quali George Clooney e Julianna Margulies: la sua prima stagione attirò circa 19 milioni di spettatori, diventando il serial più seguito dopo Seinfeld, mentre dal 1995 al 1999 è diventata per quattro anni lo show più seguito in Nord America.
Avendo ottenuto in totale 156 riconoscimenti, E.R. si colloca al terzo posto delle serie TV più premiate della storia, subito dopo Il Trono di Spade e I Simpson. Tra i tanti riconoscimenti ottenuti, ci sono ben 23 Emmy Awards su 124 nomination, un Peabody Award nel 1995, un Golden Globe, un People's Choice Award, 7 Satellite Awards e numerosi altri riconoscimenti. In Italia la sua programmazione è iniziata l'11 gennaio 1996 su Rai 2, dove è andata in onda in prima visione per tutte le quindici stagioni sino alla sua conclusione, avvenuta il 19 giugno 2009 con la trasmissione dell'episodio finale.

## Trama
Ambientato al County General Hospital della contea di Cook (Chicago, US-IL) la serie verte sulle giornate di un gruppo di medici e infermieri del pronto soccorso, che devono fare i conti con le emergenze che puntualmente mettono a dura prova la loro abilità di salvare vite, i vari casi clinici che si susseguono nel corso delle settimane oltreché lo svolgersi delle loro vite private.

## Episodi
La serie è andata in onda sul canale NBC dal 19 settembre 1994 al 2 aprile 2009, per un totale di 15 stagioni e 331 episodi.
E.R., superando la soglia dei 300 episodi, si è dimostrato uno dei serial più longevi della storia della televisione.
Il primo e l'ultimo episodio in assoluto della serie hanno la durata speciale di 90 minuti a testa essendo considerati però proprio episodi di durata extra e non episodi divisi in due parti.
| Stagione                 | Episodi | Prima TV originale | Prima TV Italia |
| ------------------------ | ------- | ------------------ | --------------- |
| Prima stagione           | 25      | 1994-1995          | 1996            |
| Seconda stagione         | 22      | 1995-1996          | 1996-1997       |
| Terza stagione           | 22      | 1996-1997          | 1997-1998       |
| Quarta stagione          | 22      | 1997-1998          | 1998            |
| Quinta stagione          | 22      | 1998-1999          | 2000            |
| Sesta stagione           | 22      | 1999-2000          | 2000            |
| Settima stagione         | 22      | 2000-2001          | 2001            |
| Ottava stagione          | 22      | 2001-2002          | 2002            |
| Nona stagione            | 22      | 2002-2003          | 2003            |
| Decima stagione          | 22      | 2003-2004          | 2004            |
| Undicesima stagione      | 22      | 2004-2005          | 2005            |
| Dodicesima stagione      | 22      | 2005-2006          | 2007            |
| Tredicesima stagione     | 23      | 2006-2007          | 2008            |
| Quattordicesima stagione | 19      | 2007-2008          | 2009            |
| Quindicesima stagione    | 22      | 2008-2009          | 2009            |

## Personaggi e interpreti
- Dr. Mark Greene (stagioni 1-8, guest 15), interpretato da Anthony Edwards.
- Dr. Douglas "Doug" Ross (stagioni 1-5, guest 6, 15), interpretato da George Clooney.
- Dr.ssa Susan Lewis (stagioni 1-3, 8-12, guest 15), interpretata da Sherry Stringfield.
- Dr. John Carter (stagioni 1-11, guest 12, ricorrente 15), interpretato da Noah Wyle.
- Dr. Peter Benton (stagioni 1-8, guest 15), interpretato da Eriq La Salle.
- Infermiera Carol Hathaway (stagioni 1-6, guest 15), interpretata da Julianna Margulies.
- Coadiutore medico Jeanie Boulet (stagioni 2-6, ricorrente 1, guest 14), interpretata da Gloria Reuben.
- Dr.ssa Kerry Weaver (stagioni 3-13, ricorrente 2, guest 15), interpretata da Laura Innes.
- Dr.ssa Anna Del Amico (stagione 4, ricorrente 3), interpretata da Maria Bello.
- Dr.ssa Elizabeth Corday (stagioni 4-11, guest 15), interpretata da Alex Kingston.
- Dr.ssa Lucy Knight (stagioni 5-6), interpretata da Kellie Martin.
- Dr. Robert "Missile" Romano (stagioni 6-10, ricorrente 4-5, guest 15), interpretato da Paul McCrane.
- Dr. Luka Kovač (stagioni 6-13, ricorrente 14, guest 15), interpretato da Goran Višnjić.
- Dr.ssa Cleo Finch (stagioni 6-8), interpretata da Michael Michele.
- Dr. Dave Malucci (stagioni 6-8), interpretato da Erik Palladino.
- Dr.ssa Jing-Mei "Deb" Chen (stagioni 6-11, ricorrente 1), interpretata da Ming-Na Wen.
- Infermiera (poi Dr.ssa) Abigail "Abby" Lockhart (stagioni 6-15), interpretata da Maura Tierney.
- Dr. Michael Gallant (stagioni 8-10, guest 11, ricorrente 12), interpretato da Sharif Atkins.
- Dr. Gregory "Greg" Pratt (stagioni 9-14, ricorrente 8, guest 15), interpretato da Mekhi Phifer.
- Dr.ssa Neela Rasgotra (stagioni 10-15), interpretata da Parminder Nagra.
- Infermiera Samantha "Sam" Taggart (stagioni 10-15), interpretata da Linda Cardellini.
- Dr. Raymond "Ray" Barnett (stagioni 11-13, ricorrente 15), interpretato da Shane West.
- Dr. Archie Morris (stagioni 12-15, ricorrente 10-11), interpretato da Scott Grimes.
- Dr. Anthony "Tony" Gates (stagioni 13-15, guest 12), interpretato da John Stamos.
- Dr. Simon Brenner (stagione 15, ricorrente 14), interpretato da David Lyons.
- Dr.ssa Catherine "Cate" Banfield (stagione 15), interpretata da Angela Bassett.

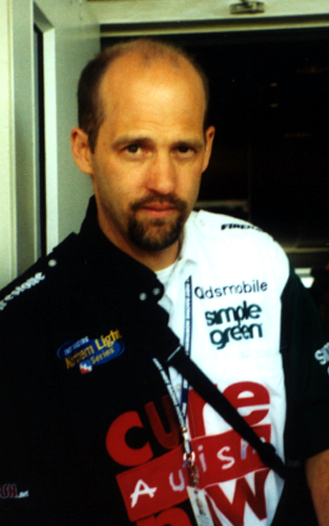
Anthony Edwards interpreta Mark Greene
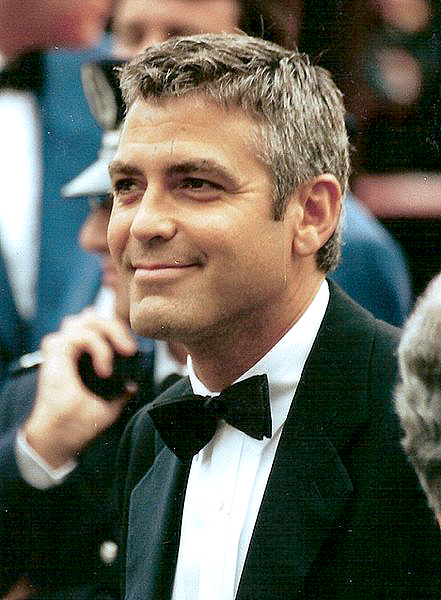
George Clooney interpreta Doug Ross
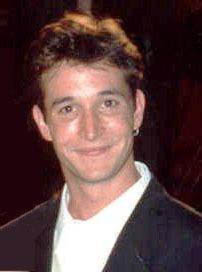
Noah Wyle interpreta John Carter
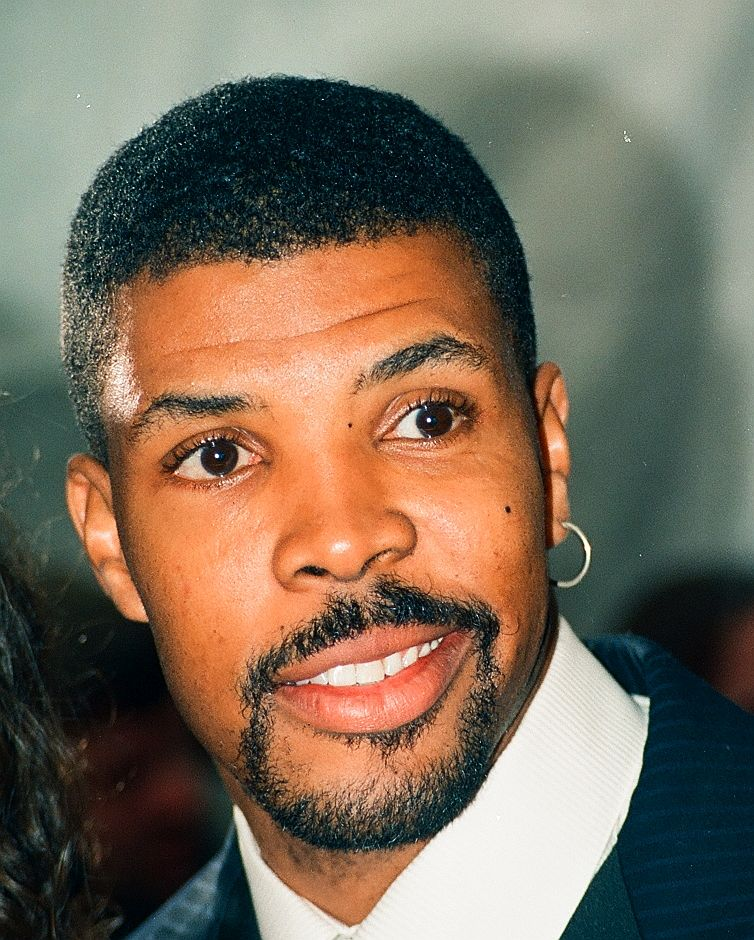
Eriq La Salle interpreta Peter Benton
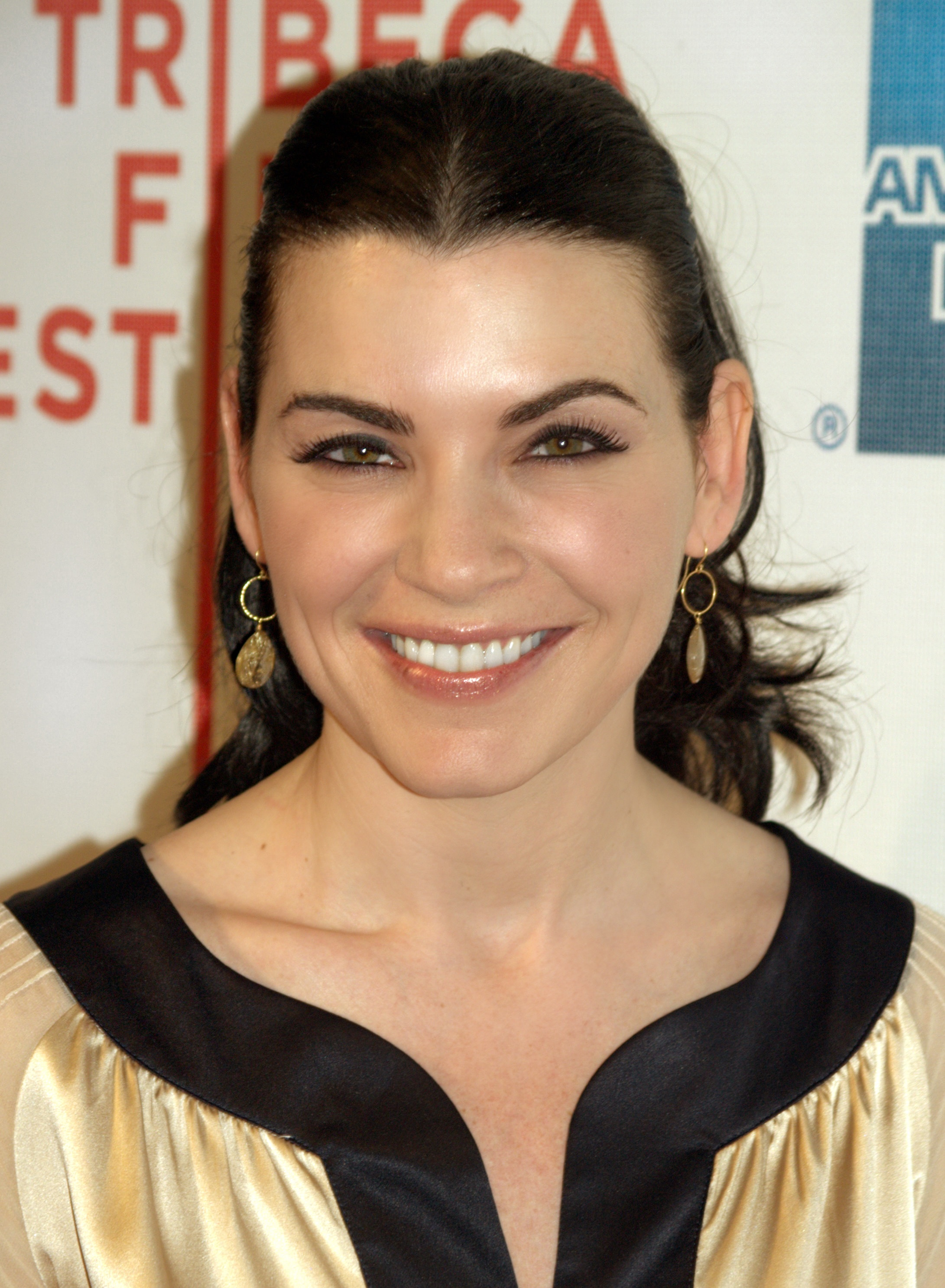
Julianna Margulies interpreta Carol Hathaway
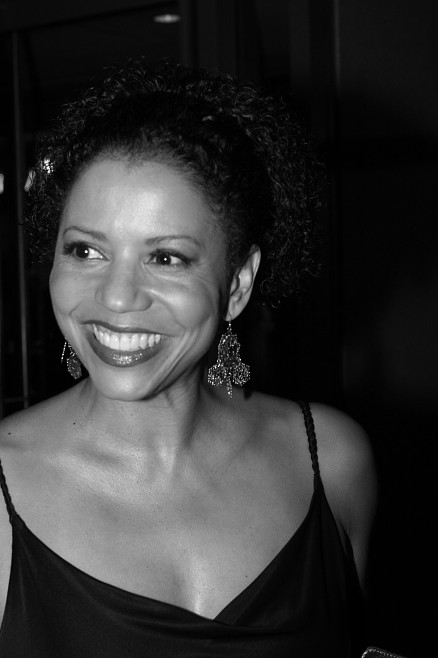
Gloria Reuben interpreta Jeanie Boulet
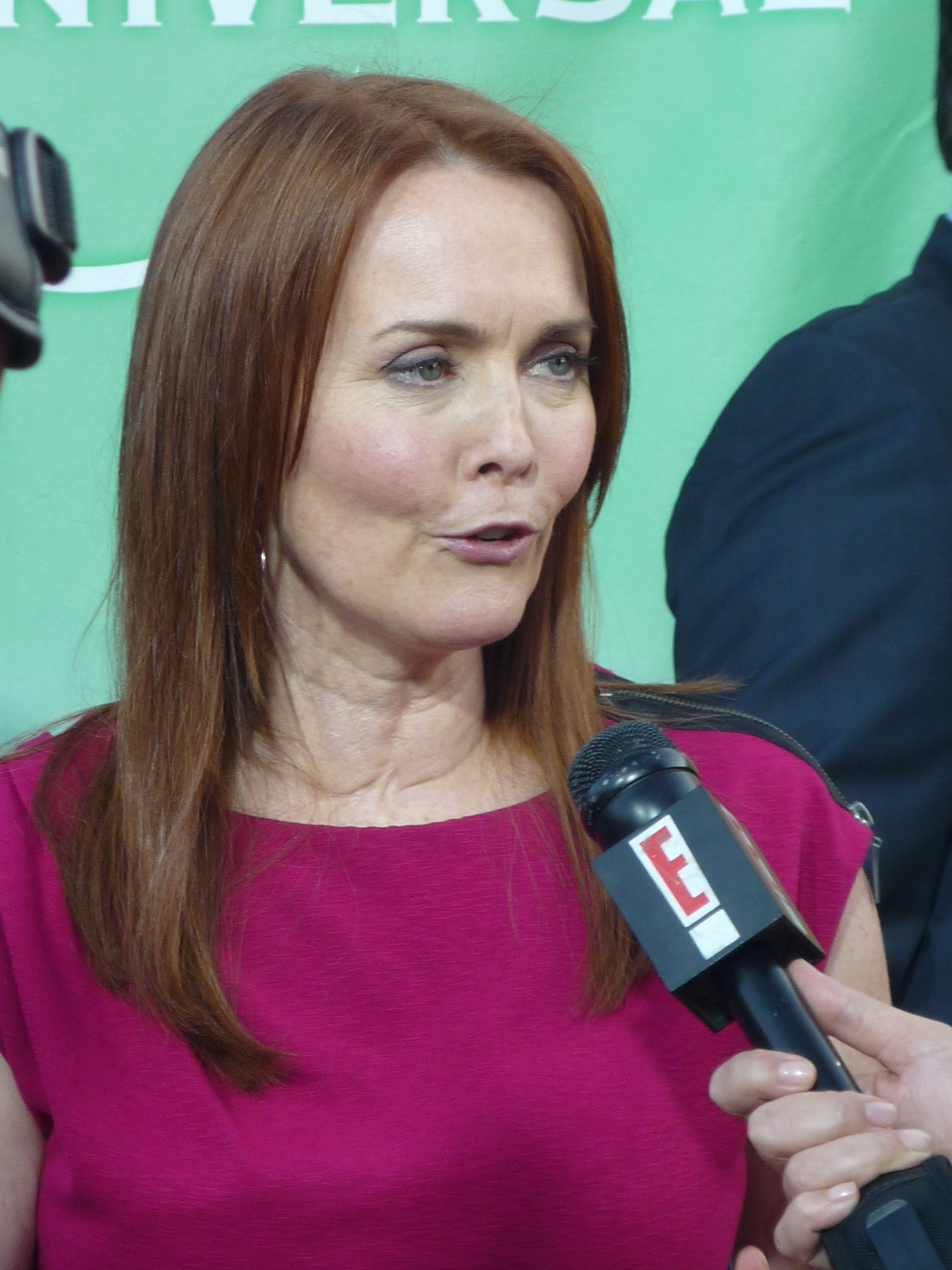
Laura Innes interpreta Kerry Weaver
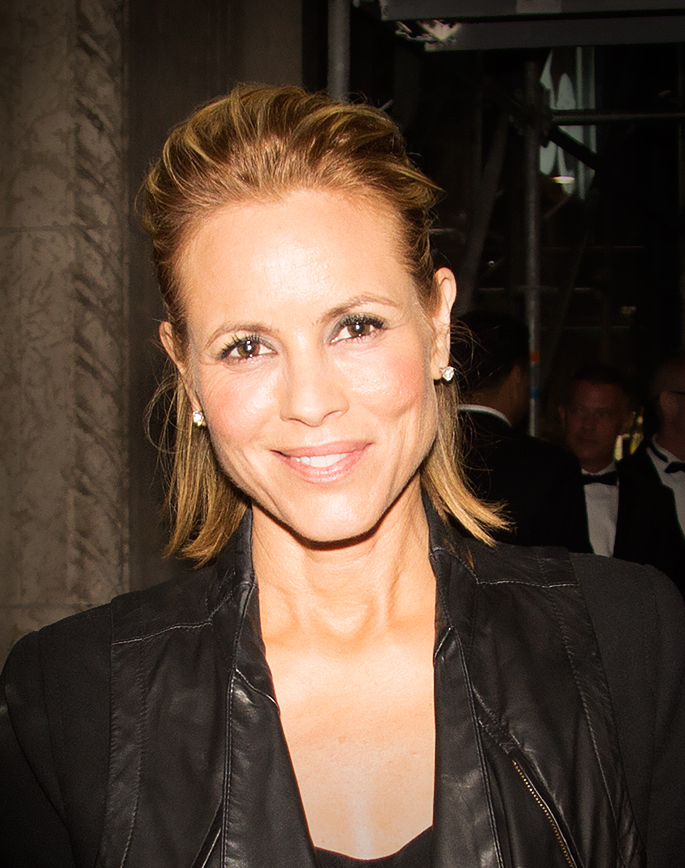
Maria Bello interpreta Anna Del Amico
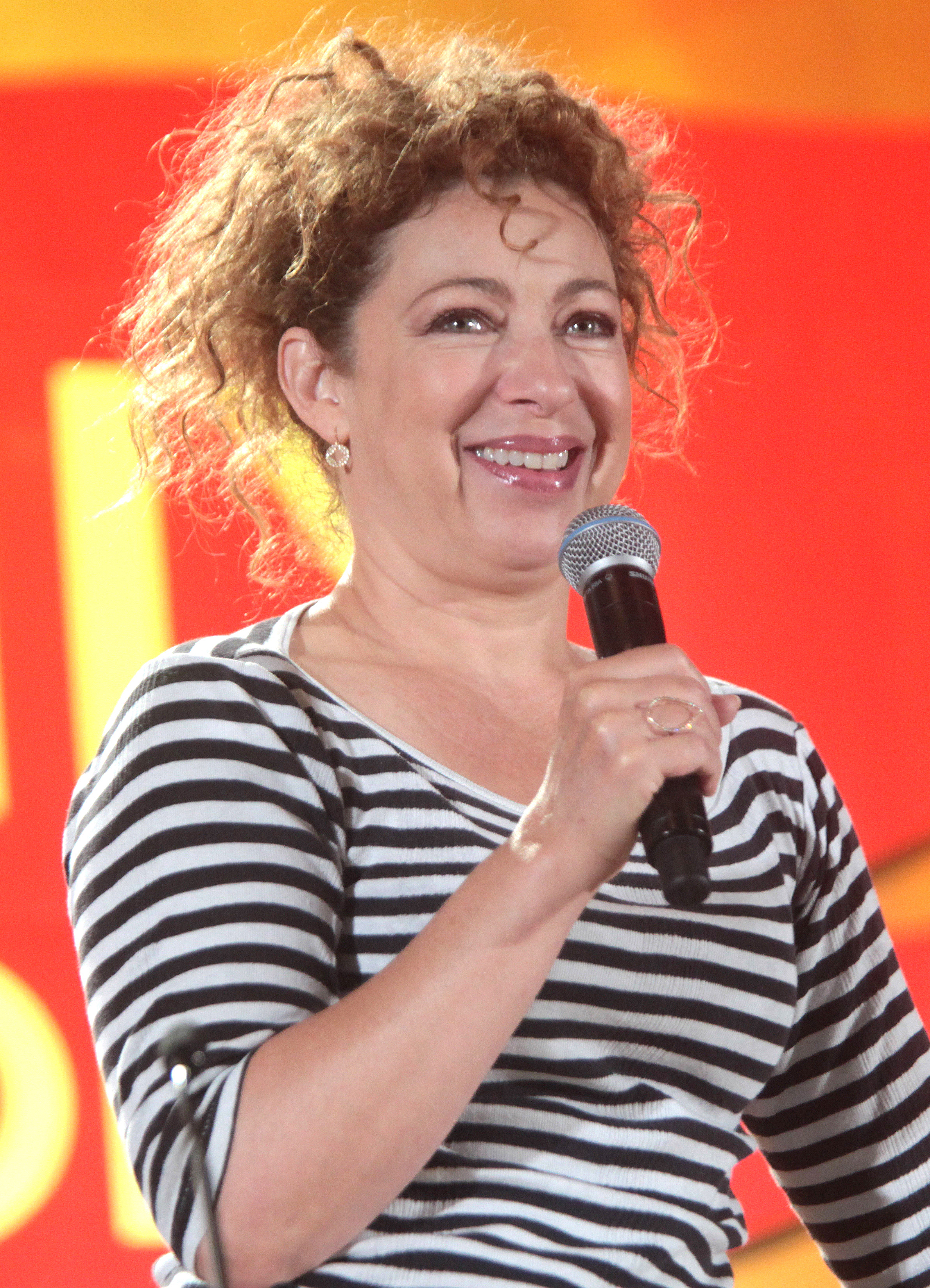
Alex Kingston interpreta Elizabeth Corday
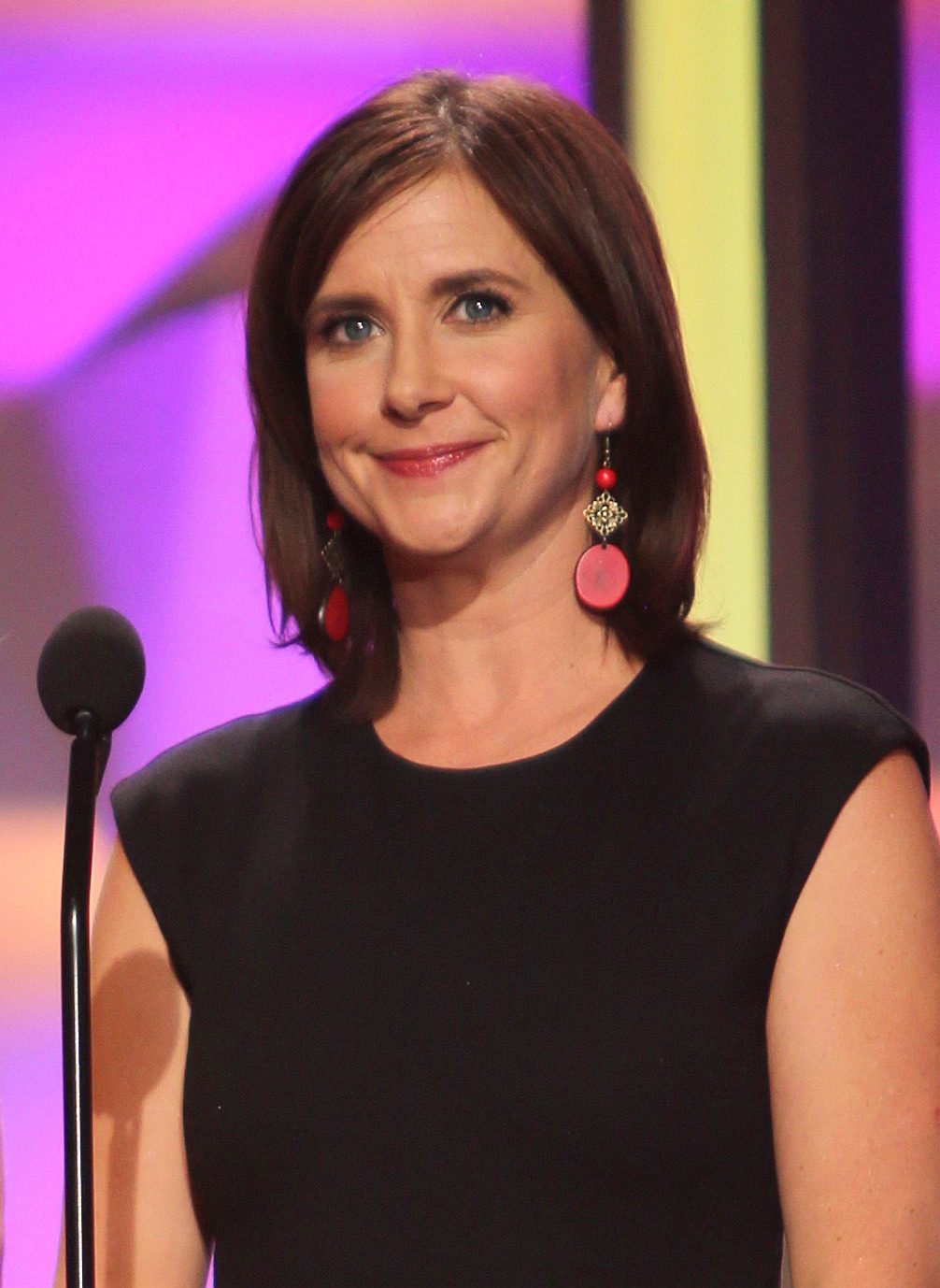
Kellie Martin interpreta Lucy Knight
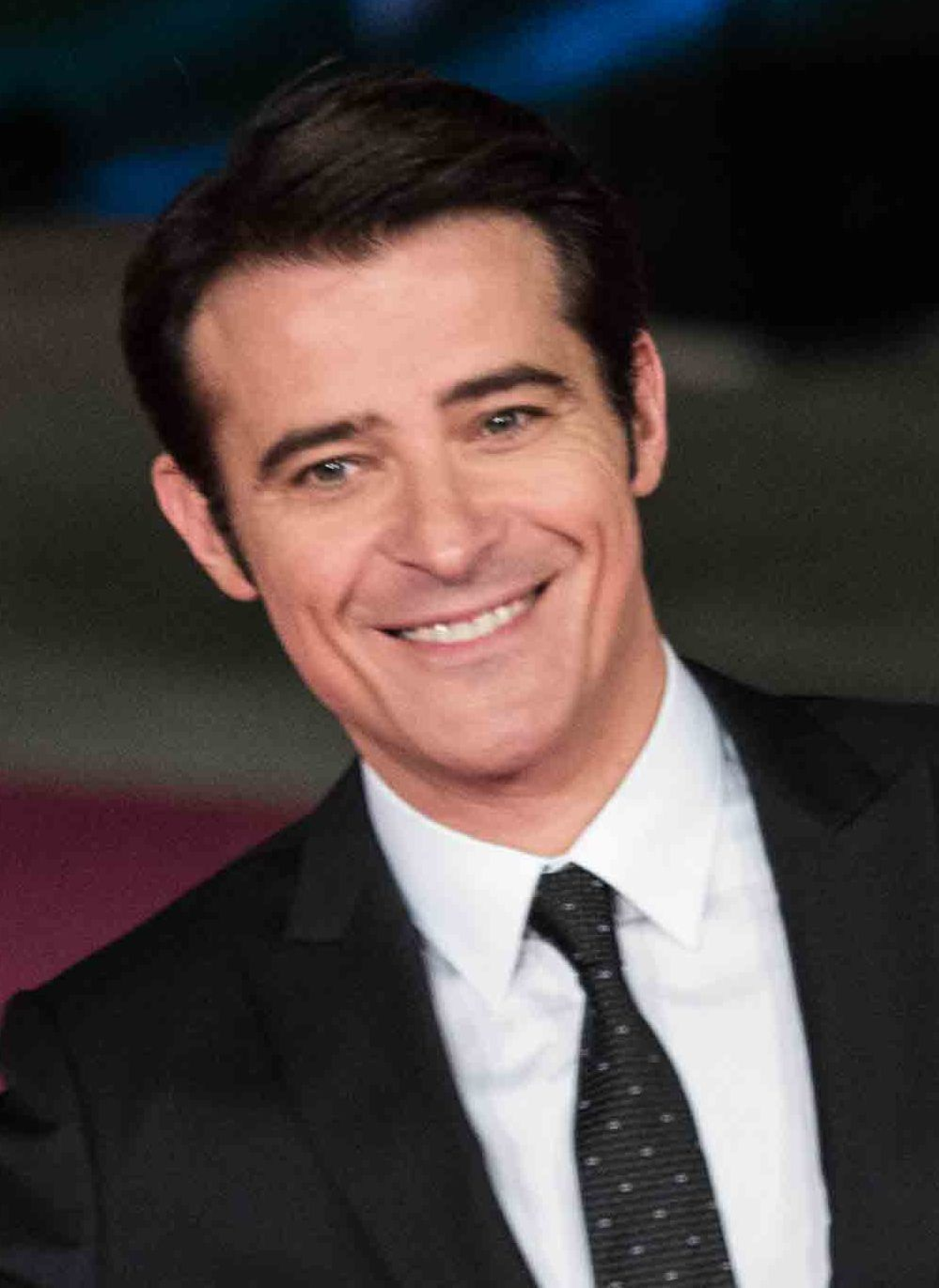
Goran Višnjić interpreta Luka Kovač
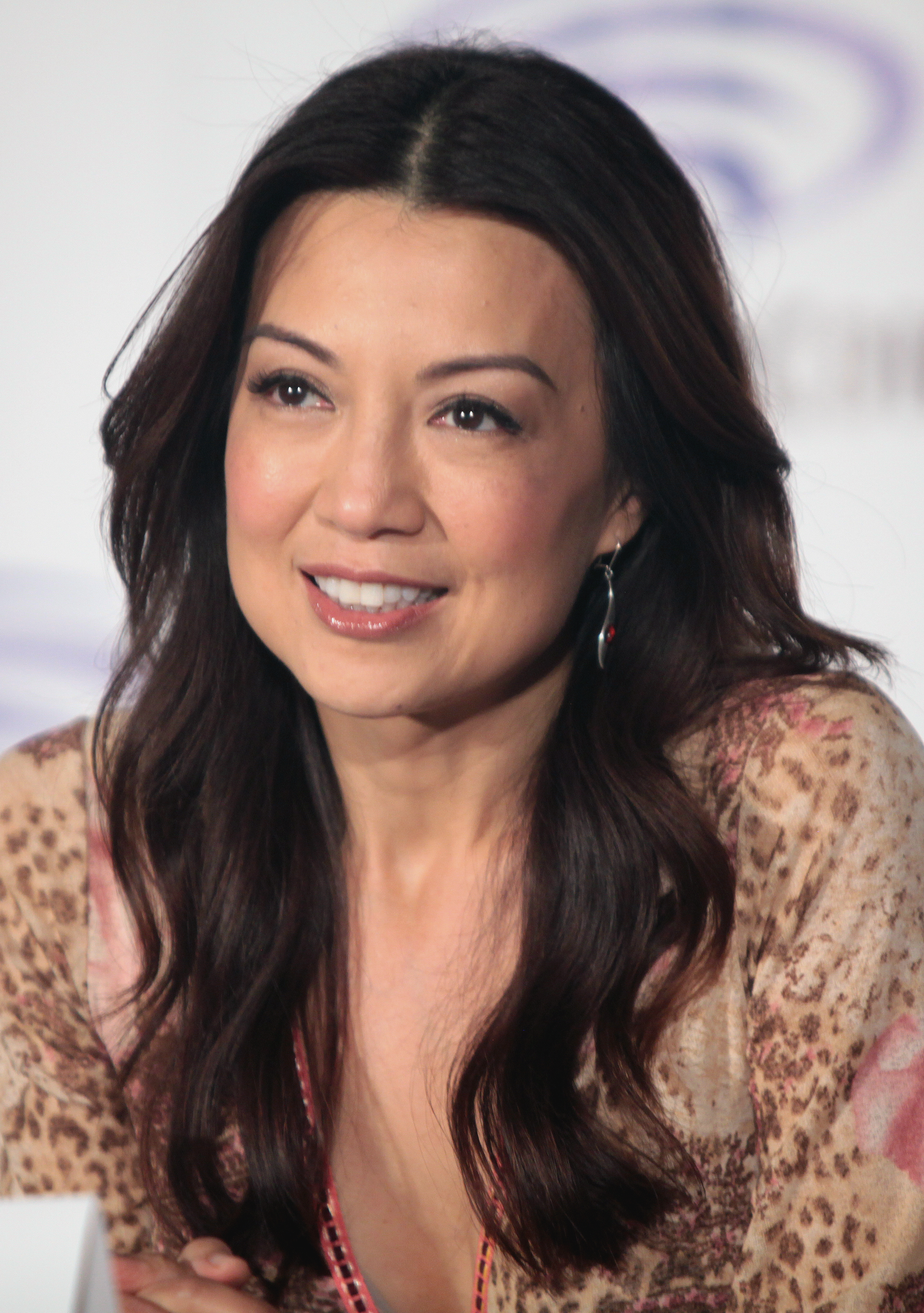
Ming-Na Wen interpreta Jing-Mei Chen
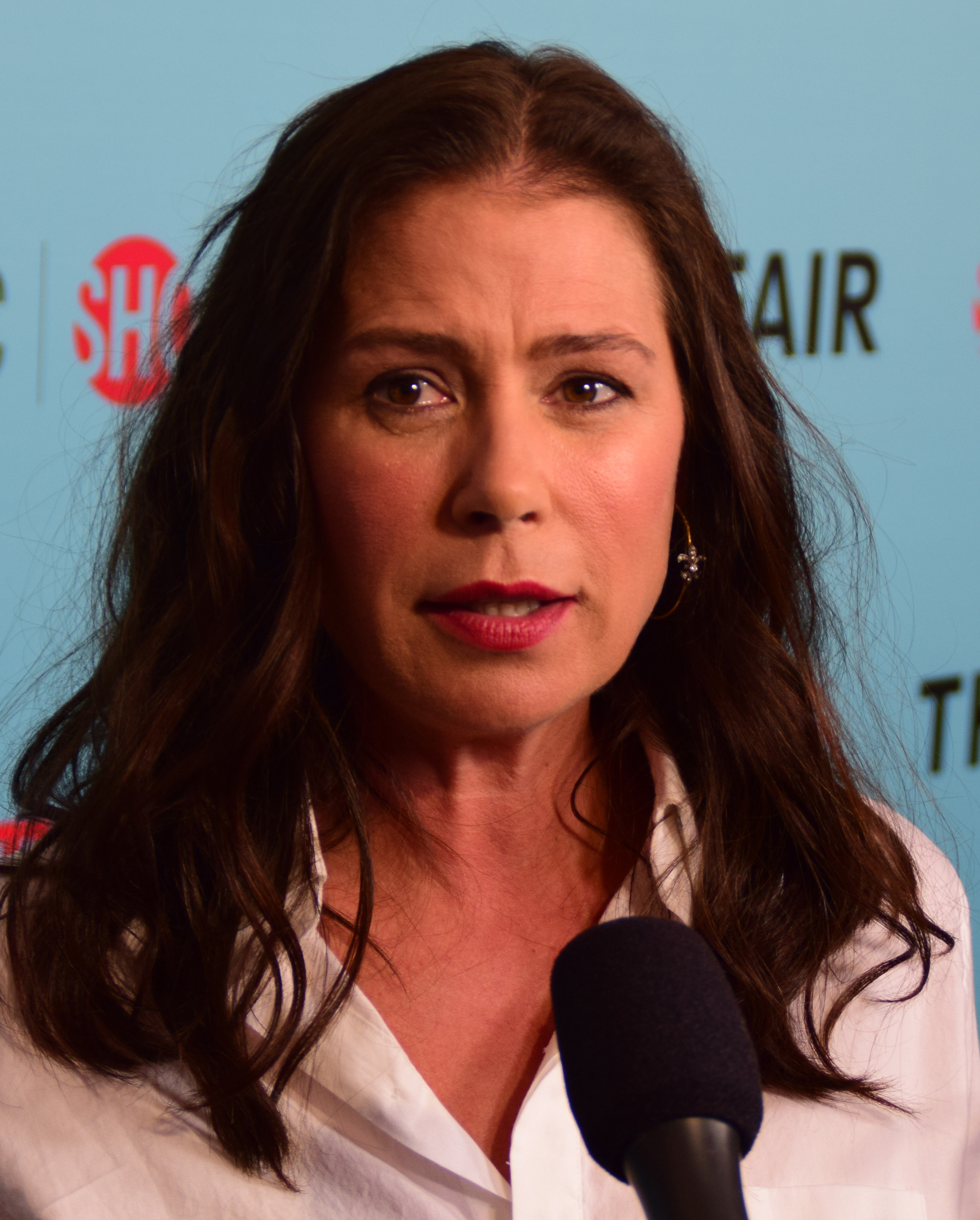
Maura Tierney interpreta Abby Lockhart
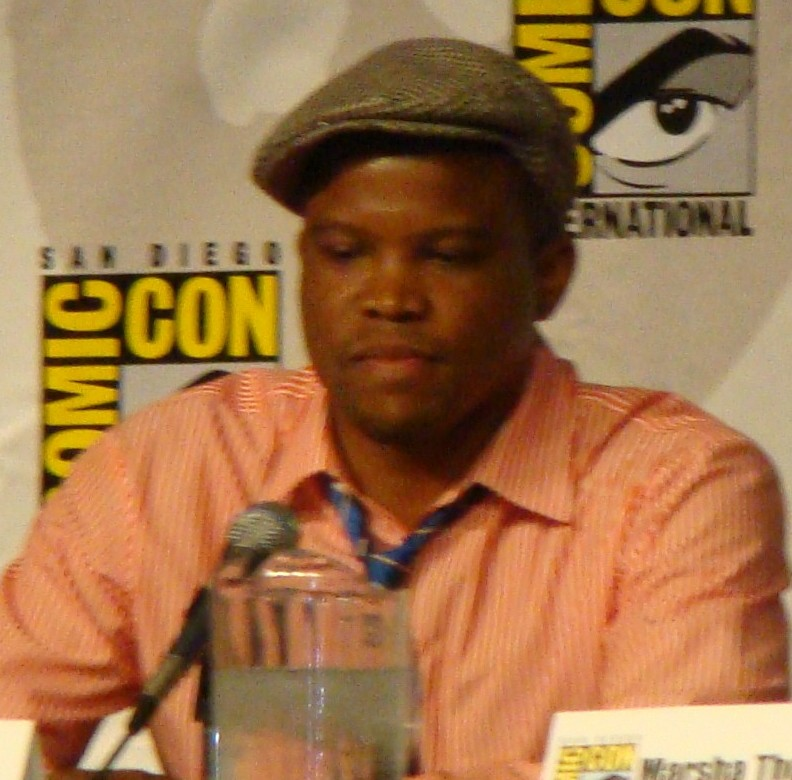
Sharif Atkins interpreta Michael Gallant
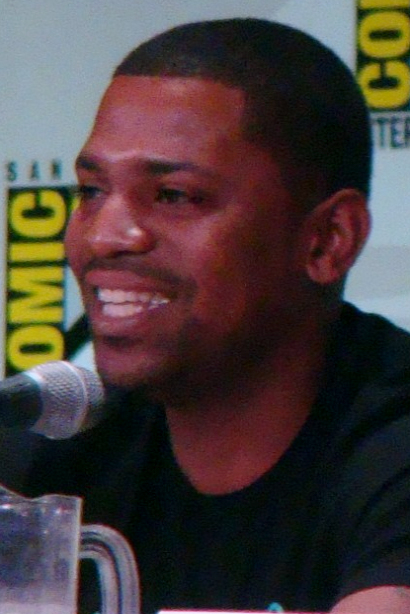
Mekhi Phifer interpreta Greg Pratt
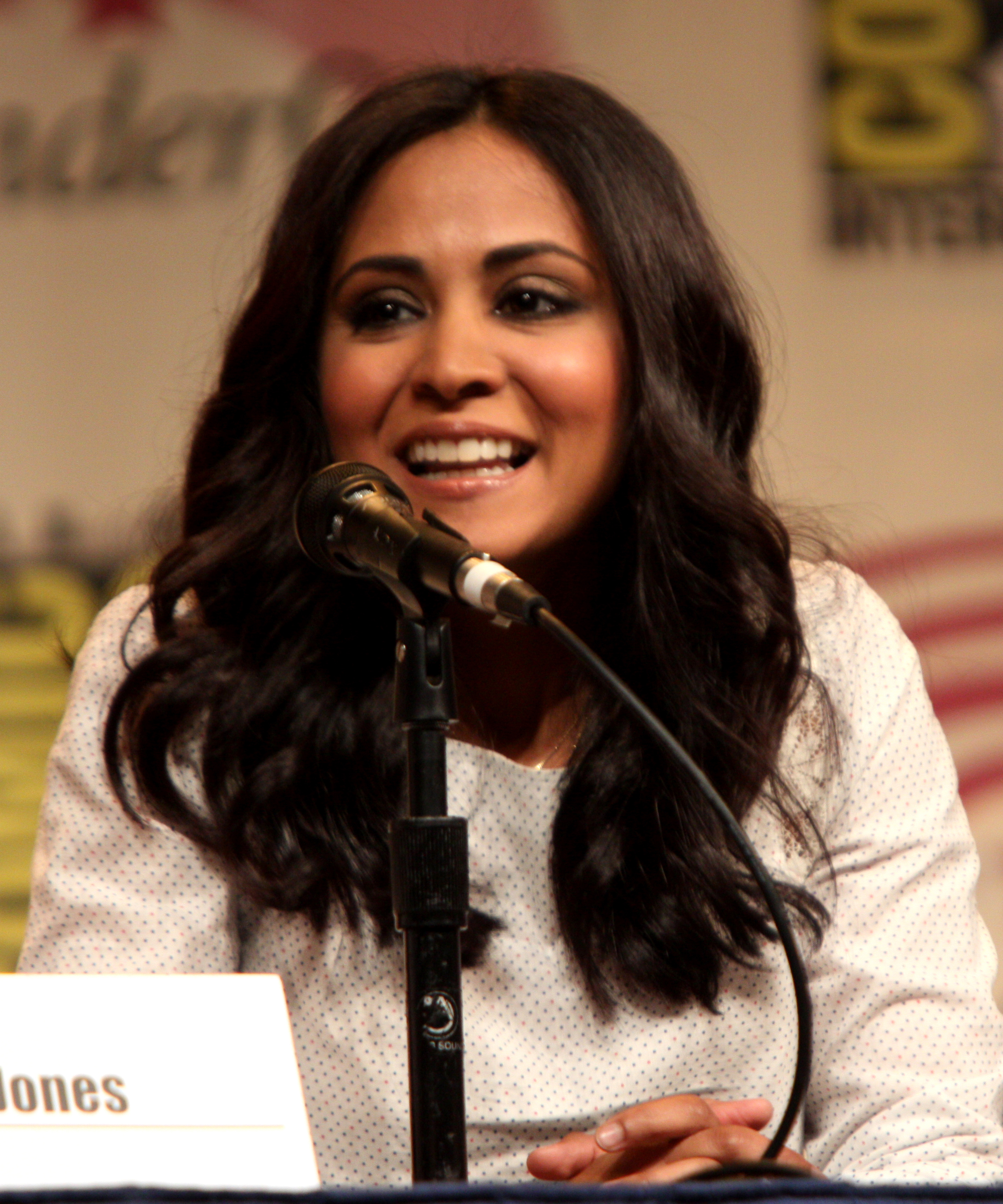
Parminder Nagra interpreta Neela Rasgotra
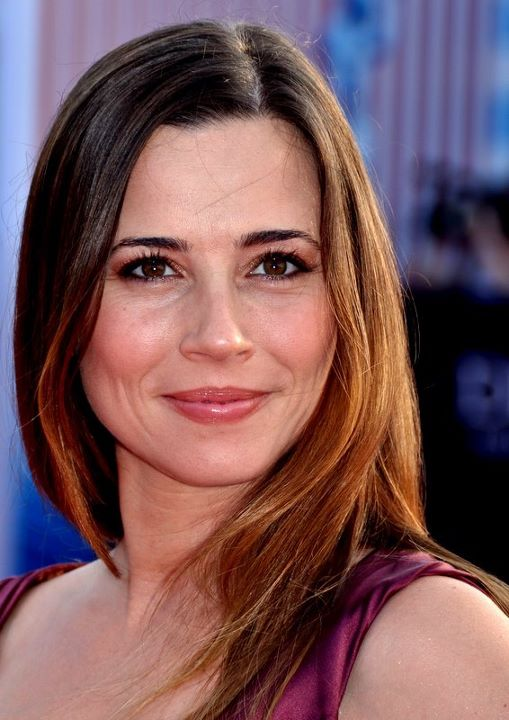
Linda Cardellini interpreta Samantha Taggart
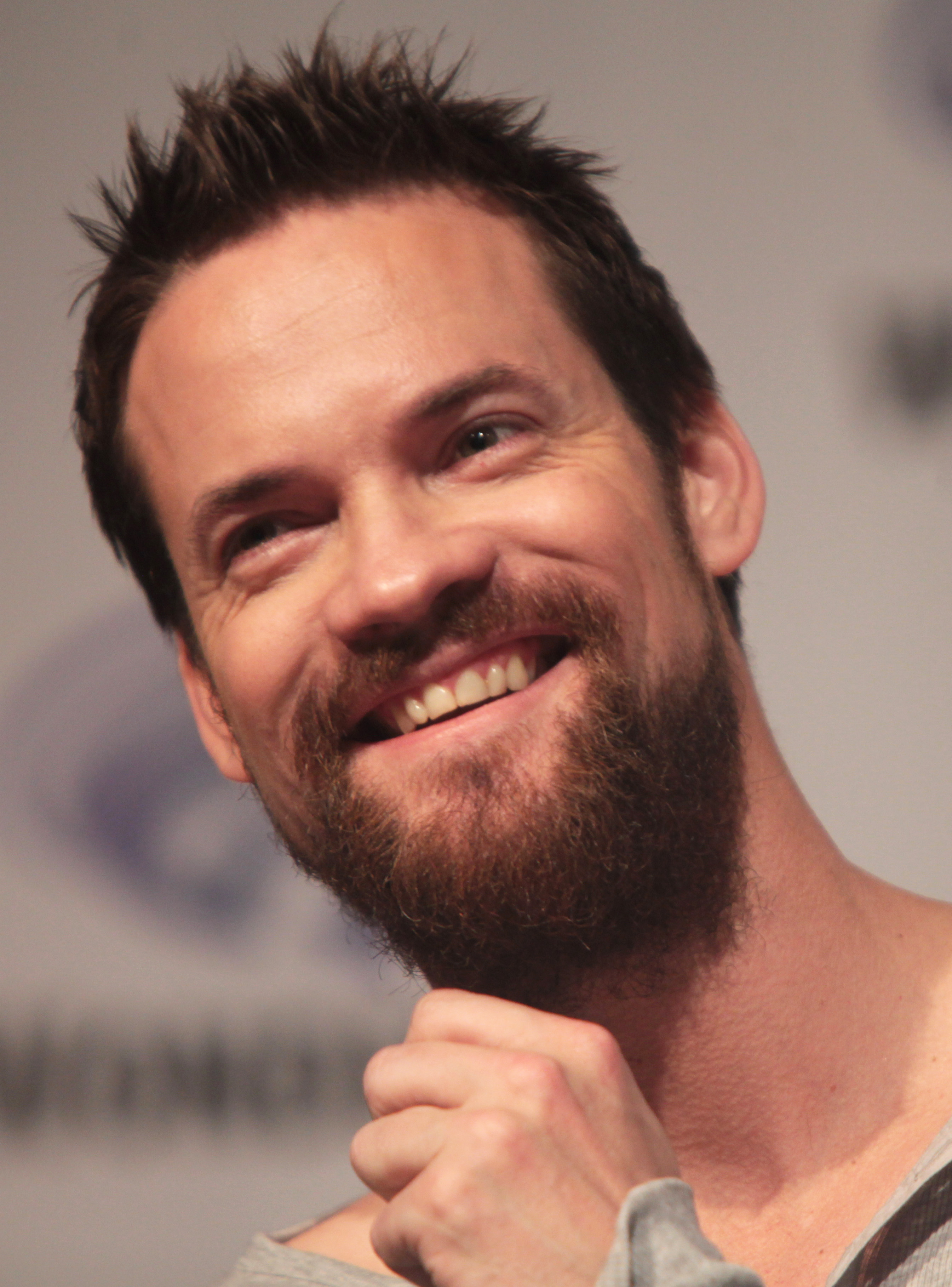
Shane West interpreta Ray Barnett
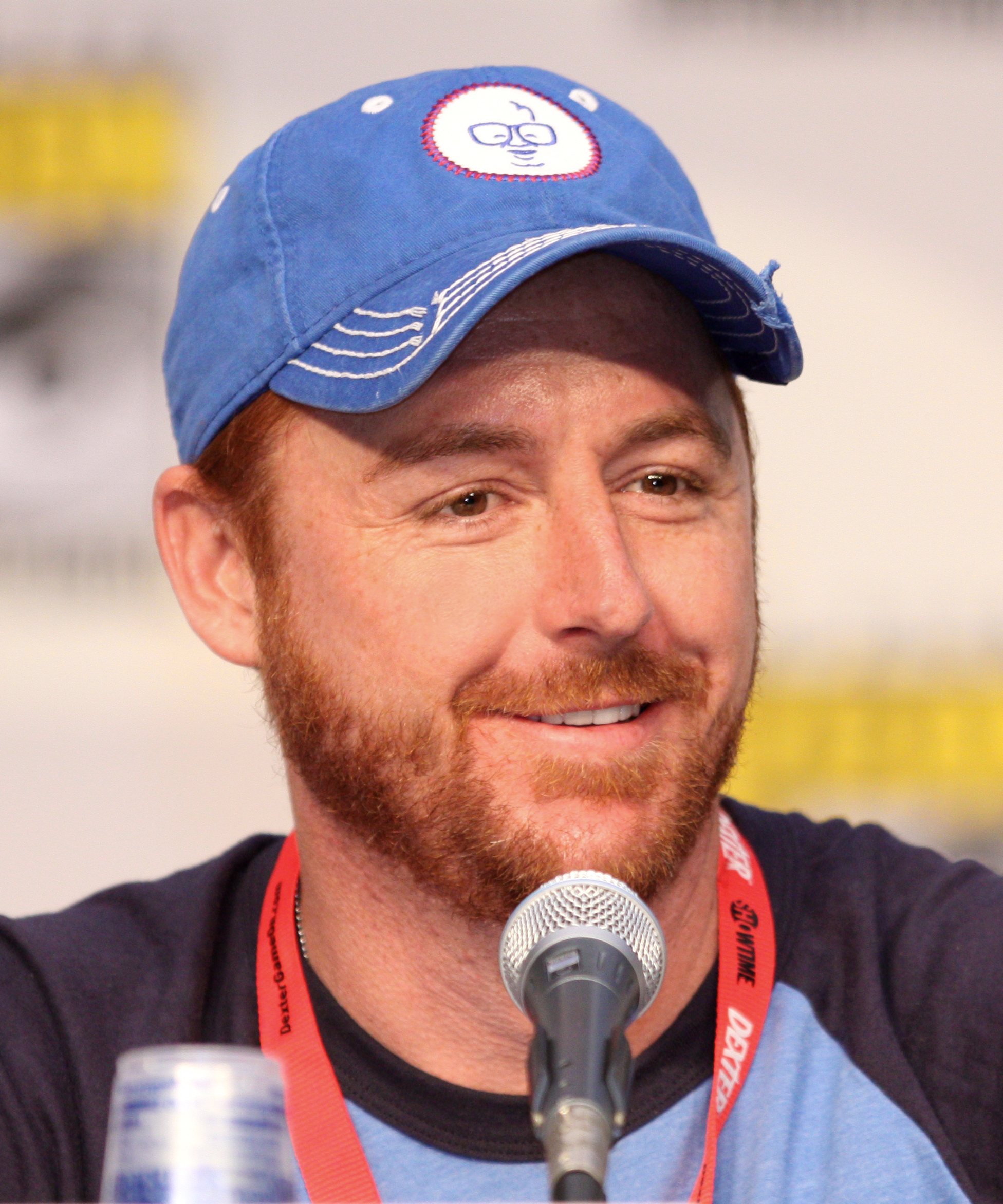
Scott Grimes interpreta Archie Morris
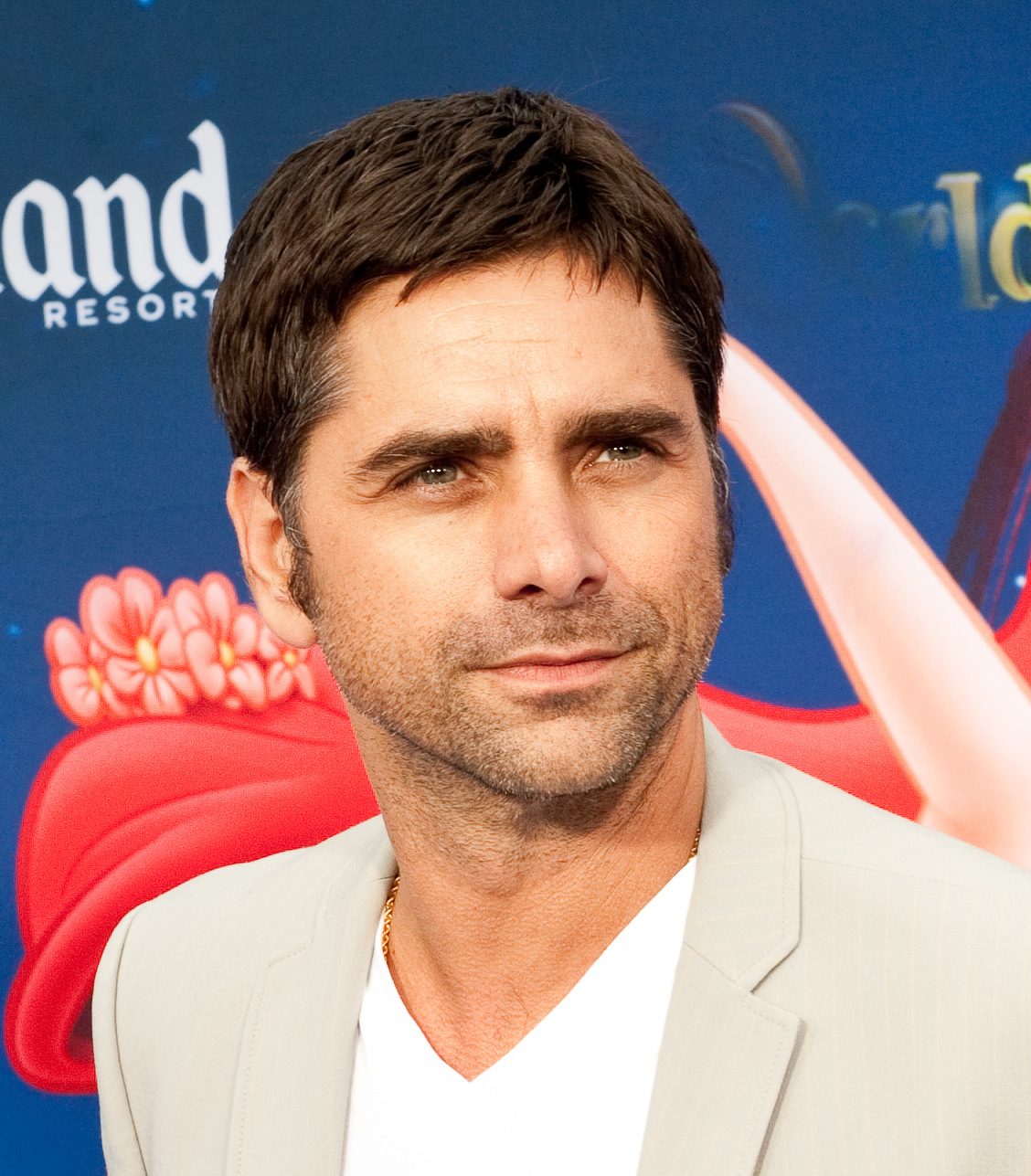
John Stamos interpreta Tony Gates
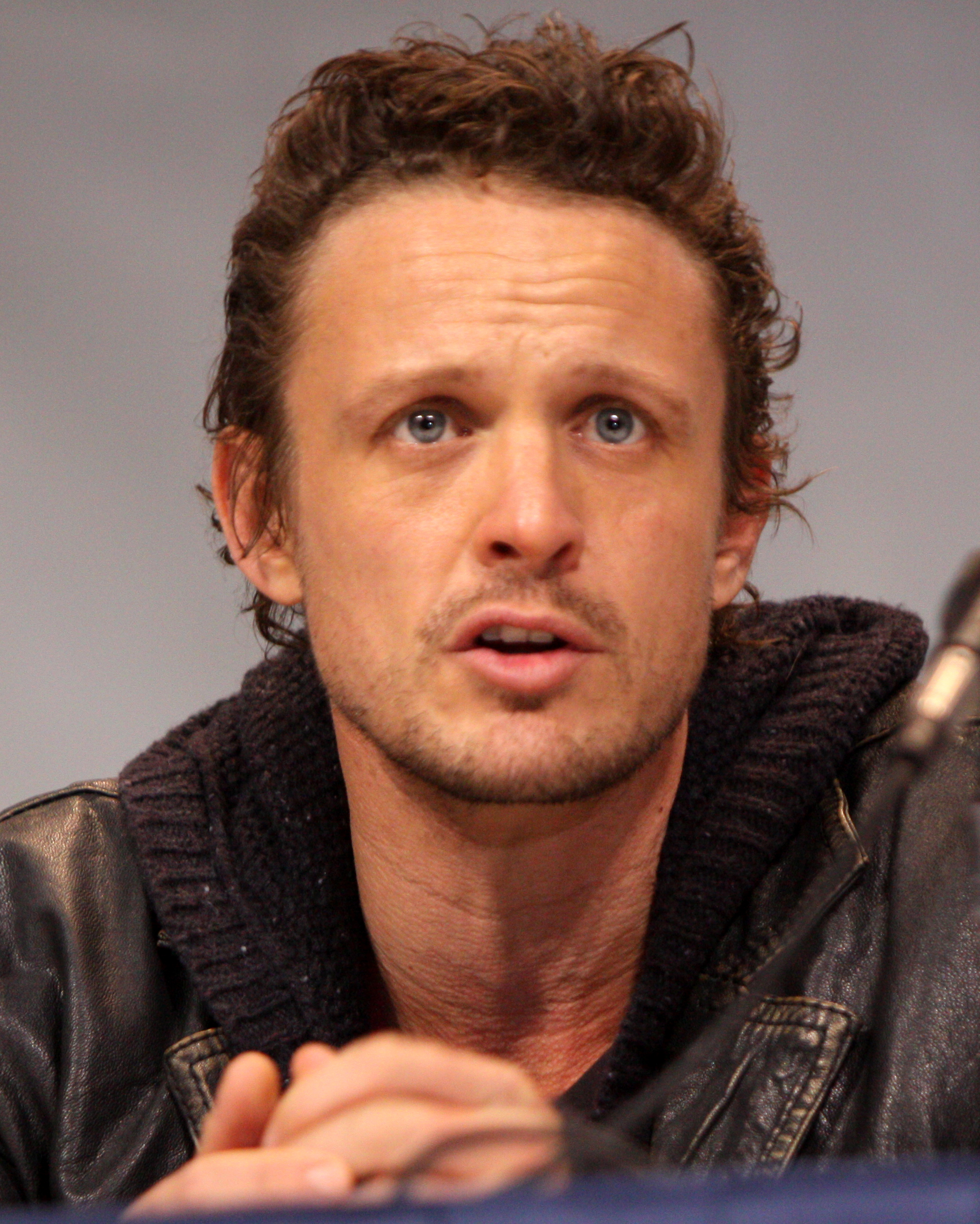
David Lyons interpreta Simon Brenner
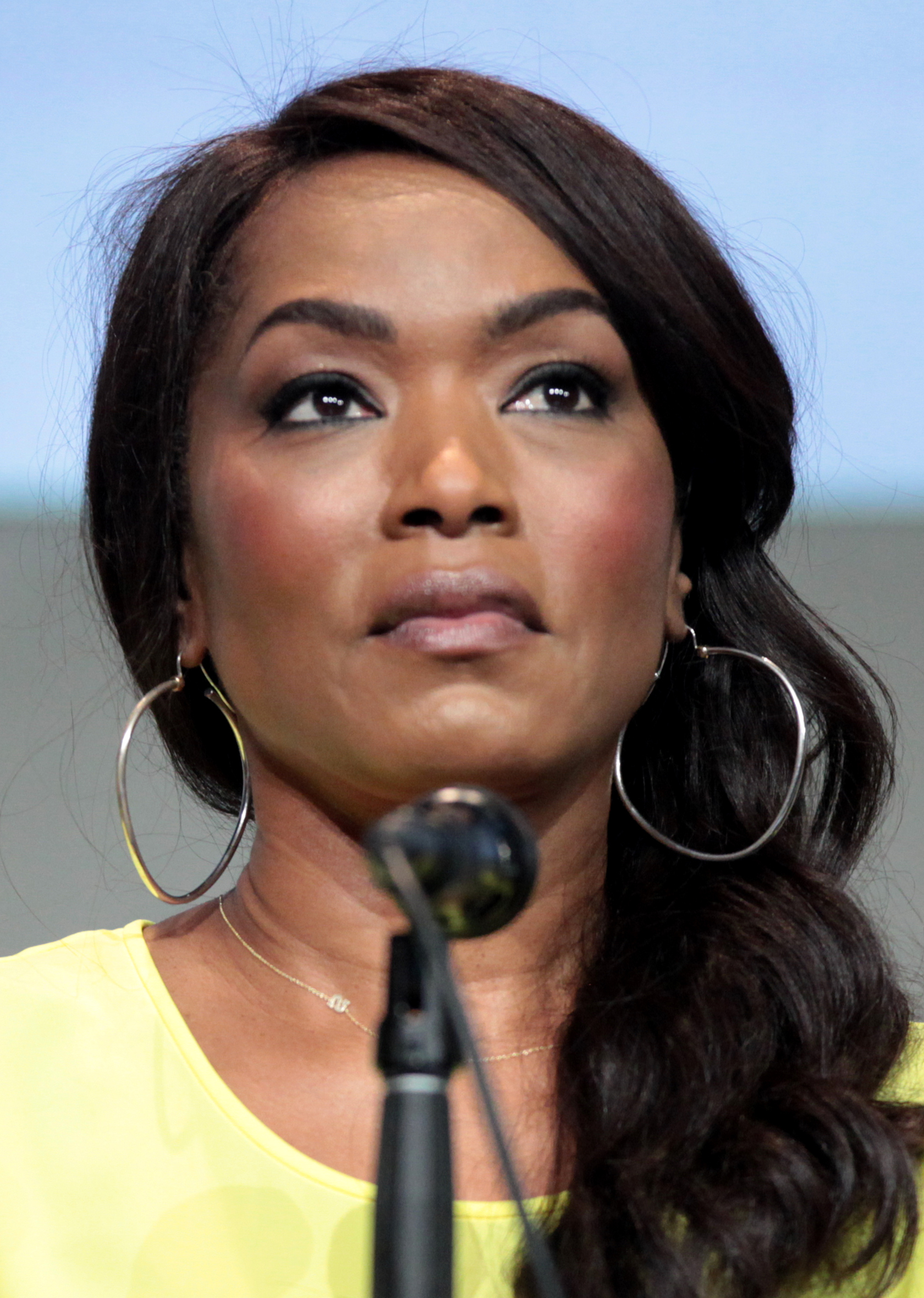
Angela Bassett interpreta Catherine Banfield

## Produzione

### Concezione e creazione
Nel 1974 lo scrittore Michael Crichton, all'epoca da poco ritiratosi dalla facoltà di medicina, scrisse una raccolta di racconti dal titolo Casi di emergenza, basata sulla sua esperienza di apprendistato al Salk Institute for Biological Studies della California; il libro seguiva la storia di cinque pazienti durante la loro permanenza in ospedale e il contesto del loro trattamento medico. Dopo vani tentativi di trasporre la storia sul grande schermo susseguitisi negli anni, nel 1990 finalmente Crichton cominciò a discutere del progetto insieme al regista Steven Spielberg. A proposito del concepimento della serie, Crichton disse:
(Michael Crichton sulla genesi di E.R.)
Inizialmente infatti l'idea era quella di un adattamento cinematografico, diretto dallo stesso Spielberg. Tuttavia, durante le prime fasi di pre-produzione, Spielberg chiese a Crichton quale fosse l'altro progetto su cui stava lavorando. Crichton disse di stare lavorando su un romanzo che parlava di dinosauri e DNA, che poi sarebbe divenuto il celebre Jurassic Park. Spielberg si dimostrò molto più interessato a questo secondo adattamento, abbandonando quindi il progetto di ER, ma d'accordo con Crichton decise di ricavare dal libro un episodio pilota della durata di 2 ore di un'ipotetica serie televisiva, prodotta personalmente dal regista tramite la Amblin Entertainment. Fu proprio attraverso la società di Spielberg che John Wells fu contattato nel 1993 per essere il produttore esecutivo dello show: in questo modo la serie divenne un co-produzione internazionale tra la Amblin e la Warner Bros.
Warren Littlefield, capostruttura dell'intrattenimento della NBC all'epoca, fu molto impressionato dalla serie affermando: «Eravamo incuriositi, ma anche un po' spaventati nel dover rientrare di nuovo in quei territori ospedalieri dopo pochi anni dalla fine di A cuore aperto». Tuttavia dopo la notizia che Spielberg sarebbe stato produttore, il network accettò di trasmettere la serie e, dopo il successo della puntata pilota, ordino altri 6 episodi aggiuntivi della durata di 45 minuti. «ER esordì in contrapposizione con Monday Night Football trasmesso dalla ABC e a sorpresa riuscì a vincere la serata. Decidemmo così di spostarla nella serata del giovedì e la serie decollò» commentò Littlefield. Il successo della puntata pilota sorprese persino gli altri network, tutti convinti che Chicago Hope, nuovo medical uscito contemporaneamente a ER e prodotto da David E. Kelley, avrebbe dovuto schiacciare la serie della NBC.

### Sceneggiatura
La sceneggiatura dell'episodio pilota si basava sulla raccolta Casi di emergenza scritta da Crichton alla fine degli anni sessanta e pubblicata poi nel 1974. Come preciserà lo stesso scrittore anni dopo, la sceneggiatura usata rimase inalterata, nonostante fosse ormai vecchia di vent'anni. L'unico cambiamento apportato fu il genere della dottoressa Lewis, che Crichton aveva pensato come a un personaggio maschile ma che i produttori vollero femmina e l'etnia del dottor Benton che divenne afroamericano, ma senza comportare cambiamenti ai dialoghi. La sceneggiatura originale fu accorciata di 20 minuti, per far sì che l'episodio durasse le due ore previste dal palinsesto.
Il produttore esecutivo Steven Spielberg ebbe un ruolo chiave nella trama del primo episodio, poiché fu lui a insistere affinché il personaggio di Carol Hathaway (interpretato da Julianna Margulies) che tenta il suicidio nei minuti finali dell'episodio, non morisse ma riuscisse a sopravvivere e in questo modo poter essere aggiunta al cast regolare della serie. In questo modo, involontariamente, si è riusciti a salvaguardare una delle storyline più attrattive dell'intera serie, ovvero la relazione tra l'infermiera Hathaway e il dottor Doug Ross.
Joe Sachs, che fu il produttore e uno degli sceneggiatori della serie fin dall'inizio, considerava molto importante l'impegno per mantenere l'accuratezza medica dello script, anche in relazione alla terminologia: «Trasformeremmo le regole ma non le infrangeremmo mai. Un farmaco che impiegherebbe 10 minuti per funzionare potrebbe richiedere 30 secondi invece. Abbiamo ridotto il tempo. Un turno da 12 a 24 ore viene ridotto a 48 minuti. Ma abbiamo imparato che essere precisi era importante per più ragioni e non per rendere un dramma medico quanto più reale e responsabile».
David Zabel è stato il capo sceneggiatore e produttore esecutivo della serie nelle ultime stagioni. Inizialmente si è unito alla troupe per l'ottava stagione ed è diventato un produttore esecutivo e showrunner dalla dodicesima stagione in poi. Zabel è stato lo sceneggiatore più frequente della serie, contribuendo allo script di 41 episodi. Ha anche fatto il suo esordio alla regia nella serie. Christopher Chulack è stato il regista più frequente della serie e ha lavorato come produttore in tutte le 15 stagioni. È diventato un produttore esecutivo nella quarta stagione, ma occasionalmente ha ridotto il suo coinvolgimento negli anni successivi per concentrarsi su altri progetti.

### Cast
Il cast originale comprendeva Anthony Edwards (Dr. Mark Greene), George Clooney (Dr. Doug Ross), Sherry Stringfield (Dr.ssa Susan Lewis), Noah Wyle (Dr. John Carter), ed Eriq La Salle (Dr. Peter Benton). Julianna Margulies comparve come guest star nell'episodio pilota nel ruolo dell'infermiera Carol Hathaway, che tenta il suicidio negli ultimi minuti dell'episodio. Successivamente fu confermata la sua presenza nel cast regolare della serie. L'attore Anthony Edwards, a proposito del personaggio, disse di voler affrontare una sfida nell'interpretare «un uomo che fosse più intelligente di lui». Durante le prime tre stagioni, Edwards ha ottenuto un cachet totale di $ 35 milioni di dollari, diventando uno degli attori televisivi più pagati del momento.
La produzione inoltre non contattò personalmente George Clooney per proporgli una parte; l'attore ricevette una bozza della sceneggiatura da un amico che lavorava per la Warner Bros. Leggendo il copione si mostrò interessato al ruolo del pediatra Doug Ross dicendo: «Mi piacciono i difetti di questo ragazzo. Potrei farlo». Il pediatra Neal Bear, che ha lavorato come consulente per la serie, è stato ispirato dalle sue personali esperienze durante la specializzazione per molti dei casi affrontati dal dott. Ross. All'epoca Clooney era stato protagonista solo di una manciata di film per il cinema e aveva nel suo curriculum solo qualche sporadica apparizione televisiva in serie come La signora in giallo. Tuttavia la NBC fu soddisfatta del suo provino e si convinse a scritturarlo.
A Noah Wyle fu offerta subito la parte del giovane tirocinante John Carter, poiché il produttore John Wells lo riteneva perfetto per il ruolo. Eriq La Salle venne assunto tardi per il ruolo, quando già erano cominciate le riprese dell'episodio pilota, poiché la NBC non riusciva a trovare l'interprete adatto al carattere rude e scorbutico del dott. Benton. Come ribadì lo stesso attore in un'intervista nel 1997: «Ero sorprendentemente calmo. Quando il casting attende così a lungo, in pratica stanno aspettando che qualcuno entri e si assuma il ruolo. Ero pronto e completamente concentrato. Sono entrato in ufficio con uno stetoscopio e dei verdi chirurgici che avevo lasciato da un precedente ruolo in The Human Factor. Quando me ne sono andato, volevo che dicessero "Quello è il dottor Benton"».
L'attrice Ming-Na Wen appare nel tredicesimo episodio della prima stagione interpretando la studentessa Jing-Mei Chen, che non ritorna nella seconda stagione e che ritornerà ufficialmente nel decimo episodio della sesta stagione nel cast regolare. Le prime aggiunte al cast arrivano con la seconda stagione: Gloria Reuben, che già aveva ricoperto il ruolo della fisioterapista Jeanie Boulet nella prima stagione, viene promossa a personaggio regolare a partire dal sesto episodio della seconda stagione mentre all'inizio della stessa compare l'attrice Laura Innes, nel ruolo della dottoressa Kerry Weaver che sarà promossa a regolare nella terza stagione.
A proposito del casting della serie e del modo in cui gli attori si relazionavano ai personaggi, Crichton ammise:
(Dal libro Michael Crichton: A good doctor, a cura di Written By Magazine, 1997)
Nella terza stagione Sherry Stringfield, interprete della dottoressa Susan Lewis, lascia la serie. Si tratta della prima uscita di scena dal cast della serie e tutto avviene nell'ottavo episodio. In seguito la Stringfield ritorna nel cast tra il 2001 e il 2005. Altra uscita di scena dalla serie è quella di George Clooney nella quinta stagione, che da quel momento in poi sarà impegnato con la sua carriera cinematografica. Clooney è però inaspettatamente tornato in un cameo. L'anno successivo anche Julianna Margulies (Carol) lascia il cast regolare. L'ottava stagione segna l'uscita dal cast di altri due membri storici: Eriq La Salle (Peter) nel decimo episodio e Anthony Edwards (Mark), il cui personaggio muore per un tumore al cervello al termine della stagione. Noah Wyle, che fino ad allora è l'unico membro "superstite" del cast originario, decide di lasciare la serie alla fine dell'undicesima stagione, ritornando però in alcuni episodi della dodicesima e della quindicesima e ultima stagione. Negli anni che seguono queste uscite ci sono stati però anche molti nuovi attori tra cui Alex Kingston (Dr.ssa Elizabeth Corday), Paul McCrane (Dr. Robert Romano), Goran Višnjić (Dr. Luka Kovač), Maura Tierney (Infermiera (poi Dr.ssa) Abby Lockhart).
Il cast finale della serie è composto da Parminder Nagra (Dr.ssa Neela Rasgotra), John Stamos (Dr. Tony Gates), Linda Cardellini (infermiera Samantha Taggart), Scott Grimes (Dr. Archie Morris), David Lyons (Dr. Simon Brenner) e Angela Bassett (Dr.ssa Catherine Banfield).
Al cast regolare si aggiungono una moltitudine di personaggi ricorrenti che hanno fatto parte anche solo per poco tempo del cast. Alla serie hanno anche partecipato numerose guest star e attori famosi tra cui Lucy Liu (seconda stagione), James Belushi (settima stagione), Ray Liotta (undicesima stagione) e Susan Sarandon (quindicesima stagione).

### Riprese
A causa della mancanza di fondi e di tempo per costruire un set, l'episodio pilota di ER fu girato in un vero ospedale a Los Angeles, il Linda Vista Community Hospital, non più in uso dal 1990. Un set modellato sul pronto soccorso del realmente esistente Chicago Cook County General Hospital fu in seguito costruito negli studios della Warner Bros. a Burbank, California, benché la serie facesse comunque ampio uso di sequenze girate a Chicago.
La maggior parte degli episodi ruotano intorno al personale medico del County General Hospital, e quindi quasi tutte le sequenze sono ambientate all'interno dell'ospedale soprattutto nella prima stagione, dove il pronto soccorso veniva raramente ripreso dall'esterno. Tuttavia non sono rare le sequenze ambientate al di fuori, che seguono le storie dei personaggi al di fuori dal lavoro. Uno degli esempi nei primi episodi seguiva un viaggio a Las Vegas del dott. Greene e del dott. Ross. Nell'ottava stagione gli episodi che seguivano gli ultimi giorni di vita del dott. Greene sono ambientati alle Hawaii. In tempi più recenti la serie ha avuto degli episodi ambientati nella Repubblica Democratica del Congo e nel Darfur, nonché a Parigi.
ER fu filmato in formato widescreen fin dall'inizio, anche se non fu trasmesso in quel formato prima della settima stagione, quando le trasmissioni della NBC furono adattate al formato HD. Nell'edizione in DVD sono presenti sia la versione 4:3 sia quella in 16:9. Fa eccezione il primo episodio della quarta stagione Diritto di immagine che fu girato nella sola versione in 4:3. L'episodio andò in onda dal vivo, con le telecamere della NBC che fingevano di essere dei documentaristi all'interno dell'ospedale. Gli attori interpretarono nuovamente l'episodio tre ore dopo, in modo da consentire anche agli abitanti della West Coast di assistere all'episodio dal vivo.
Le scene ambientate nella Repubblica Democratica del Congo (stagioni 9-10) sono state girate alle Hawaii.
Il regista Quentin Tarantino ha diretto il penultimo episodio della prima stagione intitolato Maternità. Il primo episodio della quarta stagione è stato trasmesso in diretta dalla NBC, in tutti gli USA. La serie ha realizzato un cross-over: alcuni attori di Camelot - Squadra Emergenza, tra cui Jason Wiles, hanno preso parte a un episodio di ER (8x19), mentre Sherry Stringfield ha preso parte al corrispondente episodio di Camelot - Squadra Emergenza (3x19).

## Colonna sonora
Nel 1996 è stato pubblicato il CD E.R.: Original Television Theme Music and Score, contenente le musiche contenute nella serie e composte da James Newton Howard.

## Riconoscimenti
ER vinse il George Foster Peabody Award nel 1995. Inoltre, la serie ha guadagnato 123 nomination agli Emmy Award, diventando la serie più nominata della storia, vincendone in tutto 22 (almeno uno ogni anno fino al 2005, e con l'esclusione del 2004). La serie inoltre ha vinto il People's Choice Award come "Serie televisiva drammatica favorita" ogni anno dal 1995 al 2002. Nel corso degli anni, la serie è stata nominata e ha vinto anche altri numerosi riconoscimenti, fra cui Screen Actors Guild, Image Award, GLAAD Media e Golden Globe.
La seguente è una lista parziale dei maggiori riconoscimenti ricevuti dallo show o dal suo cast nel corso degli anni:
- 1995 - Emmy Award:
  - "Miglior casting"
  - "Migliore attrice non protagonista in una serie drammatica"
  - "Migliore grafica e titoli di testa"
  - "Miglior regia di una serie drammatica per l'episodio 'Tragico errore'"
  - "Miglior sceneggiatura di una serie drammatica per l'episodio 'Tragico errore'"
  - "Miglior montaggio per l'episodio 'Tragico errore'"
  - "Miglior montaggio del suono per l'episodio 'Tragico errore'"
  - "Miglior missaggio sonoro per l'episodio 'Tragico errore'"
- 1996 - Emmy Award
  - "Migliore serie drammatica"
- 1996 - Directors Guild of America Awards:
  - "Miglior regia in una serie drammatica per l'episodio 'Inferno nell'acqua'"
- 1996 - SAG Award
  - "Migliore interpretazione maschile in una serie drammatica"
  - "Migliore interpretazione corale in una serie drammatica"
- 1997 - Emmy Award
  - "Miglior casting"
  - "Miglior montaggio"
  - "Miglior sonoro per l'episodio 'Paura di volare'"
- 1998 - Emmy Award
  - "Miglior sonoro per l'episodio 'Exodus'"
  - "Migliore direzione tecnica per l'episodio 'Ambush'"
- 1998 - Golden Globe
  - "Miglior attore in una serie drammatica per Anthony Edwards"
- 1999 - Emmy Award
  - "Miglior sonoro per l'episodio 'La tempesta'"
- 1999 - Emmy Award
  - "Miglior montaggio per l'episodio 'La tempesta'"
- 2000 - Emmy Award
  - "Miglior montaggio"
- 2001 - Emmy Award
  - "Migliore attrice in una serie drammatica per Sally Field"
  - "Miglior sonoro"
- 2002 - Emmy Award
  - "Miglior sonoro"
- 2002 - People's Choice Awards
  - "Migliore serie drammatica"
- 2003 - Emmy Award
  - "Miglior sonoro per l'episodio 'La teoria del caos'"

## Trasmissione internazionale
- NBC negli Stati Uniti (ER)
- Rai 2 in Italia (E.R. - Medici in prima linea)
- France 2 in Francia (Urgences)
- TSR 1 in Svizzera
- RTL-TVI in Belgio
- CTV e SRC in Canada (E.R.)
- Channel 4 e Sky One nel Regno Unito (E.R.)
- Pro7 e Kabel1 in Germania (Emergency Room – Die Notaufnahme)
- Warner TV (Italia) in Italia( E.R MEDICI IN PRIMA LINEA)

## Edizioni home video

### DVD
- ER Medici in prima linea - Anno 1 (DVD): pubblicato il 4 maggio 2004
- ER Medici in prima linea - Anno 2 (DVD): pubblicato il 7 settembre 2004
- ER Medici in prima linea - Anno 3 (DVD): pubblicato l'8 febbraio 2005
- ER Medici in prima linea - Anno 4 (DVD): pubblicato il 17 maggio 2005
- ER Medici in prima linea - Anno 5 (DVD): pubblicato il 23 novembre 2005
- ER Medici in prima linea - Anno 6 (DVD): pubblicato il 12 aprile 2006
- ER Medici in prima linea - Anno 7 (DVD): pubblicato il 6 dicembre 2006
- ER Medici in prima linea - Anno 8 (DVD): pubblicato il 25 settembre 2007
- ER Medici in prima linea - Anno 9 (DVD): pubblicato il 24 ottobre 2007
- ER Medici in prima linea - Anno 10 (DVD): pubblicato il 5 dicembre 2007
- ER Medici in prima linea - Anno 11 (DVD): pubblicato il 22 aprile 2008
- ER Medici in prima linea - Anno 12 (DVD): pubblicato il 22 settembre 2008
- ER Medici in prima linea - Anno 13 (DVD): pubblicato il 10 dicembre 2008
- ER Medici in prima linea - Anno 14 (DVD): pubblicato il 19 maggio 2009
- ER Medici in prima linea - Anno 15 (DVD): pubblicato il 25 maggio 2010

## Videogioco
Il videogioco E.R. - Medici in prima linea è stato pubblicato dalla Mindscape per piattaforma Windows XP e 2000.